# 1591
| 1591               |
| ------------------ |
| Dødsfald - Fødsler |
|                    |

| Gregoriansk kalender | 1591 MDXCI              |
| Ab urbe condita      | 2344                    |
| Armensk kalender     | 1040 ԹՎ ՌԽ              |
| Kinesiske kalender   | 4287 – 4288 庚寅 – 辛卯 |
| Etiopisk kalender    | 1583 – 1584             |
| Jødisk kalender      | 5351 – 5352             |
| Hindukalendere       |                         |
| - Vikram Samvat      | 1646 – 1647             |
| - Shaka Samvat       | 1513 – 1514             |
| - Kali Yuga          | 4692 – 4693             |
| Iransk kalender      | 969 – 970               |
| Islamisk kalender    | 999 – 1000              |

Konge i Danmark: Christian 4. 1588 – 1648
Se også 1591 (tal)

## Begivenheder
- Udgivelse af Hundredvisebogen med dansk folkeviser.

## Dødsfald
- 30. december - Pave Innocens 9.